# Metabelsk grupp
Inom matematiken är en metabelsk grupp en grupp vars kommutatordelgrupp är abelsk.  Ekvivalent är en grupp G metabelsk om och bara om det finns en abelsk normal delgrupp A så att kvotgruppen G/A är abelsk.

## Egenskaper
- Delgrupper och homomorfa bilder av metabelska grupper är metabelska.
- Metabelska grupper är lösbara; de är precis de lösbara grupper som har härledd längd högst 2.

## Exempel
- Varje dihedral grupp, emedan den har en cyklisk normal delgrupp av index 2. Mer allmänt är varje generaliserad dihedral grupp metabelsk, emedan den har en abelsk normal delgrupp av index 2.
- Heisenberggruppen H3,p av ordning p3.
- Alla nilpotenta grupper av klass 3 eller mindre är metabelska.
- Alla grupper av ordning p5, med p ett primtal, är metabelska.MSE
- Alla grupper av ordning mindre än 24 är metabelska. Grupper av högre ordning är inte nödvändigtvis metabelska; symmetriska gruppen S4 av ordning 24 är inte metabelsk, ty dess kommutatordelgrupp är den icke-abelska alternerande gruppen A4.